# Strada Statale 28 del Colle di Nava
Die Strada Statale 28 (SS 28) ist eine italienische Staatsstraße, die 1928 zwischen der SS20 bei Genola und Imperia festgelegt wurde. Sie geht zurück auf die 1923 auf gleichem Laufweg festgelegte Strada nazionale 45. Wegen ihrer Führung über den Pass Colle di Nava trägt sie den namentlichen Titel "Del Colle di Nava". Ihre Länge beträgt 141 Kilometer. 2001 wurde der Abschnitt zwischen der SS20 und Fossano zur Provinzialstraße SP 428 di Genola abgestuft. Aus dem Ort Pieve di Teco wurde die SS28 in einen südlichen Umgehungstunnel verlegt. Im weiteren Verlauf gen Imperia wurde die SS28 vom Colle San Bartolomeo 1980 weggenommen und durch einen Tunnel geführt. Ebenso wurde nördlich um Chiusavecchia und im weiteren Verlauf südlich um Pontedassio jeweils mehrere Umgehungstunnel erstellt. Seit längerem ist ein Tunnel im Gespräch, der den namensgebenden Pass umgehen soll.